# Kadınhanı
Kadınhanı là một huyện thuộc tỉnh Konya, Thổ Nhĩ Kỳ. Huyện có diện tích 1127 km² và dân số thời điểm năm 2007 là 35483 người, mật độ 31 người/km².